# 능면체

능면체

능면체(菱面體)는 마름모로 둘러싸인 육면체이다. 평행육면체에 속한다. 정육면체는 능면체의 일종이다. 능면체의 6개의 면은 마주보고 있는 2면끼리 {(위, 아래), (왼쪽, 오른쪽), (앞, 뒤)} 서로 평행하고 있다.